# Eddy Patterson
Eddy Patterson Betancourt (ur. 25 stycznia 1972) – kubański florecista, brązowy medalista mistrzostw świata.
Podczas mistrzostw świata w Nîmes w 2001 roku Kubańczycy w składzie: Elvis Gregory, Oscar García, Raul Perojo i Eddy Patterson zdobyli brązowy medal w zawodach drużynowych. W rywalizacji indywidualnej zajął tam 49. miejsce.
Nigdy nie wziął udziału w igrzyskach olimpijskich.
Ponadto zdobył złoto drużynowo na igrzyskach Ameryki Środkowej i Karaibów w Ponce (1993).